# Škvaranska
Škvaranska – wieś w Chorwacji, w żupanii istryjskiej, w gminie Raša. W 2011 roku liczyła 5 mieszkańców.